# Atriplex glabriuscula
Atriplex glabriuscula là loài thực vật có hoa thuộc họ Dền. Loài này được Edmondston mô tả khoa học đầu tiên năm 1845.